# 丸若薫
丸若 薫（まるわか かおる）は、日本の男優。かつてはグリーンメディアに所属していた。実家は寺院で僧侶資格を保有している。また、主宰する演劇ユニット、ニジーローモーチャーではプロデューサーを務めている。

## 出演作品
- NHK-BS『ななみちゃんえかきうた〜野球編〜』主演(2007)
- CX『月の恋人〜Moon Lovers〜』第2話　高校生役(2010)
- CX『大切なことはすべて君が教えてくれた』小野誠也役　レギュラー(2011)
- NHK-BS『POWER GAME〜パワーゲーム〜』第6話　山目幸一役(2013)
- TBS『S -最後の警官-』第2話　犯人役(2014)
- CX 松本清張『時間の習俗』女装子役(2014)
- YTV『ビンタ！』(特攻事務員ミノワ)第3話　修行僧役(2014)
- 映画『エンドローラーズ』僧侶役(2015)
- NTV『ドS刑事』第1話　麗子役(2015)

## 広告
- 『キシリッシュ』ラジオCM(2011)
- 『ドコモ ワンタイム保険』ラジオCM(2011)
- 『フレッシュネスバーガー WEBドラマ』ヲタク男性役(2012)
- 『SEGA ファンタシースターオンライン2』メインキャスト(2013)

## 舞台
- SpaceShuttleShow『シブヤ×アキバ〜カノジョはボクの青い鳥〜』(2009、恵比寿エコー・劇場)
- SpaceShuttleShow『シブヤ×アキバ〜カノジョはボクの青い鳥・未来ver.〜』(2010、新宿シアターサンモール、大阪世界館、池袋シアターグリーン)
- ラビット番長『ぼくとおおかみ』主演(2012、池袋シアターグリーン)
- 第23回池袋演劇祭【大賞】受賞記念公演 ラビット番長『消える魔球』(2012、あうるすぽっと)
- 『青の祓魔師』青の焰 覚醒編／京都 不浄王編　三輪子猫丸役(2014、池袋サンシャイン劇場)
- ニジーローモーチャー『ニューヨークで猫を殺す方法』プロデューサー(2014、池袋シアターグリーン)
- ニジーローモーチャー『イッショウガイ』プロデューサー(2017、新宿シアターモリエール)